# Timofiej Granowski

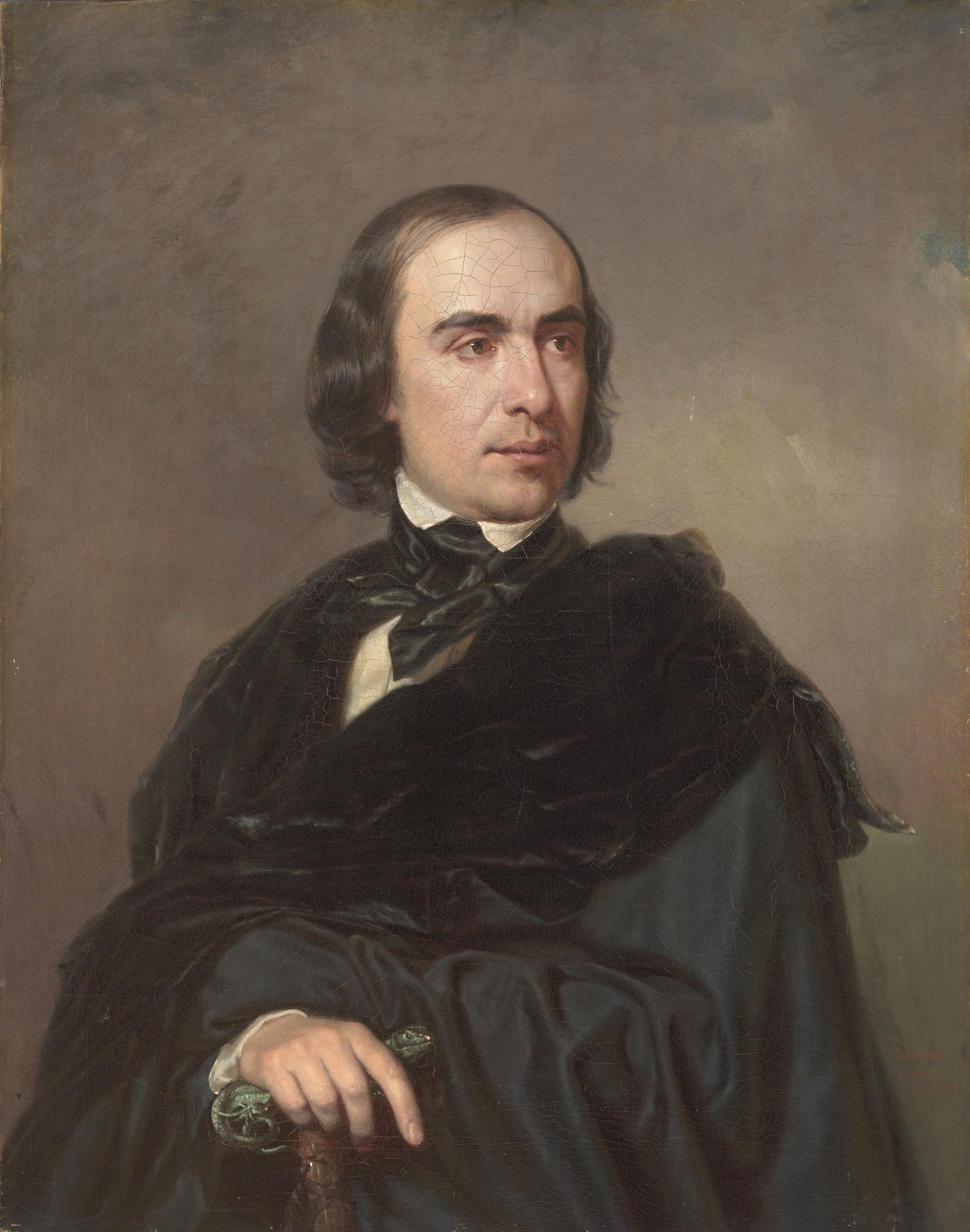
Timofiej Granowski

Timofiej Nikołajewicz Granowski, ros. Тимофей Николаевич Грановский (ur. 21 marca 1813, zm. 16 października 1855) – historyk rosyjski, badacz średniowiecznych dziejów Europy, okcydentalista. W 1839 roku został profesorem moskiewskiego uniwersytetu.